# Edmund Cecil Rhodes
Edmund Cecil Rhodes (Yorkshire, 1892 – 1964) è stato uno statistico britannico, considerato da Francis Ysidro Edgeworth un "apripista"..

## Biografia
Frequentò la Bradford Grammar School e conseguì la maturità al Trinity College, Cambridge
laureandosi poi nel 1914. Nel 1924 divenne lettore presso la  London School of Economics, dove rimase fino al pensionamento. Scrisse per Biometrika e il Journal of the Royal Statistical Society
Rhodes propose l'algoritmo di Rhodes nella programmazione lineare.
Collaborò con Arthur Lyon Bowley e con Alexander Morris Carr-Saunders al suo studio sulla delinquenza giovanile. Contribuì a studi sulla popolazione e sugli esami, scrivendo assieme a Philip John Hartog il libro An Examination of Examinations.

## Pubblicazioni
- On the relationship of the condition of the teeth in children to factors of health and home environment, Eugenics Laboratory Memorial, 1921
- Smoothing, tesi di dottorato, 1921
- On a certain Skew Correlation Surface, Biometrika, 1922
- Reducing Observations by the Method of Minimum Deviations, Phil. Magazine 7th Series. Pp. 974 – 992, 1930
- Elementary statistical methods, 1935
- An examination of examinations : being a summary of investigations on the comparison of marks allotted to examinations scripts by independent examiners and boards of examiners, together with a section on a viva voce examination, coautore Philip John Hartog, 1936
- Young Offenders, an Enquiry Into Juvenile Delinquency, coautori A.M. Carr-Saunders e Hermann Mannheim, 1942
- The platinum metals industry in Germany, 1945

| Controllo di autorità | VIAF (EN) 64943432 · ISNI (EN) 0000 0000 3183 2572 · LCCN (EN) n87815297 · GND (DE) 1042002568 · J9U (EN, HE) 987007272226105171 |